# طلي بالذهب

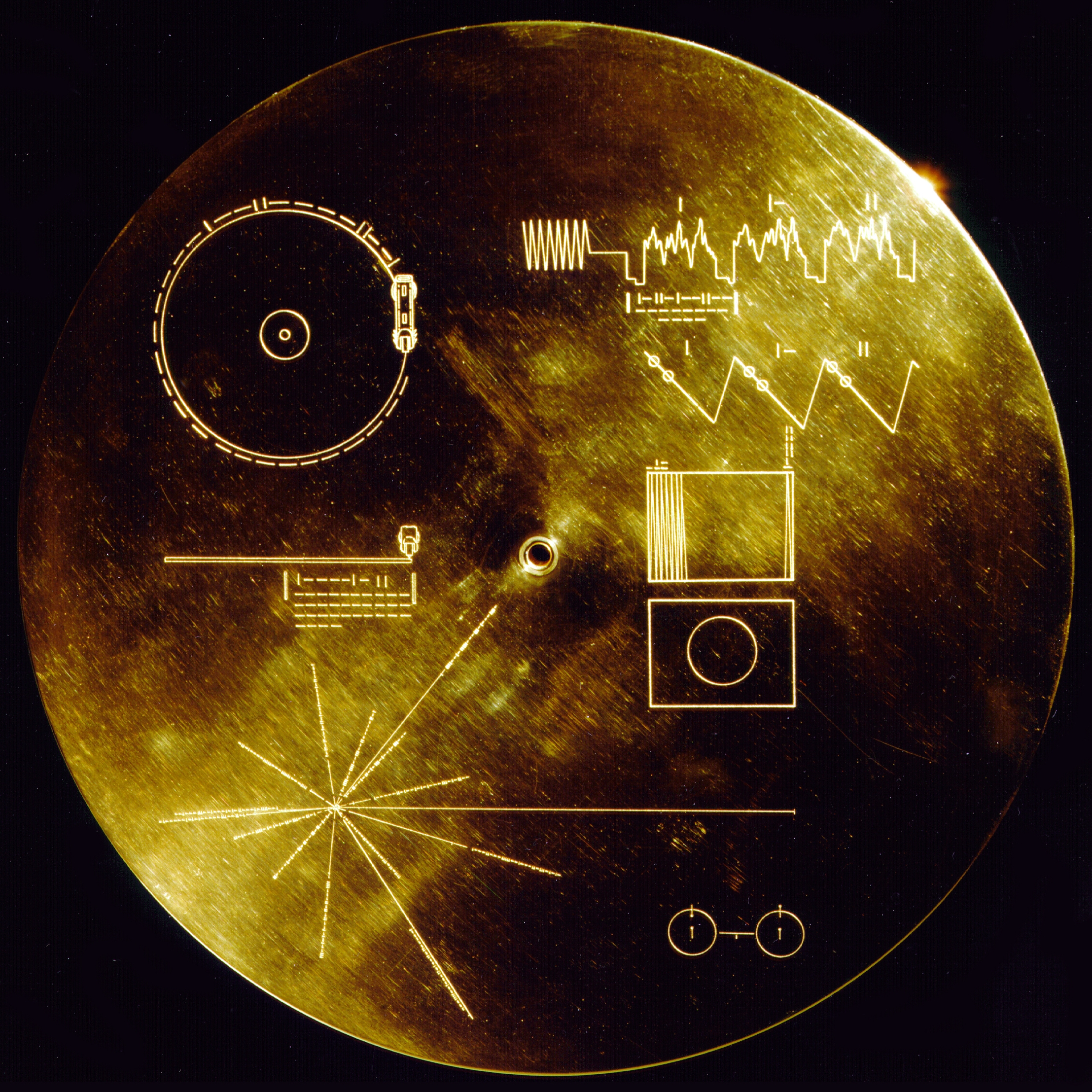
لوحة فوياجر الذهبية مطلية بالذهب.

الطلي بالذهب هو شكل خاص من أشكال الطلي الكهربائي يتم فيه وضع ترسيب طبقة رقيقة من الذهب على سطح سبيكة أو فلز آخر مثل النحاس أو الفضة (في حال طلي الفضة بالذهب نحصل على الفضة المذهبة). يمكن أجراء عملية الطلي بالذهب بوسائل أخرى غير الطلي الكهربائي، مثل المعالجة الكيميائية، إلا أنها غير شائعة في الوقت الراهن لصعوبتها.

## أنواع الطلي بالذهب
هناك أنواع مختلفة من الطلي الكهربائي بالذهب، والذي يجد أغلب مجال تطبيقاته في الصناعات الإلكترونية:
- طلي الذهب النقي الطري: وهو أسلوب يستخدم في صناعة أشباه الموصلات. يسهل في هذه العملية لحام طبقة الذهب وربط الأسلاك، ولكن ينبغي إبقاء حوض الطلي خالياً من الشوائب. تتراوح الصلادة وفق اختبار كنوب للصلادة بين 60-85.
- طلي الذهب القاسي اللامع على الوصلات: تحتوي الطبقة على نسبة مرتفعة من الذهب النقي تصل إلى 99.7-99.9%؛ مع وجود كميات صغيرة من النيكل و/أو الكوبالت، حيث تتداخل تلك العناصر الفلزية بترابط الطبقة على السطح، لذلك لا يمكن استخدام حوض الطلي من أجل أشباه الموصلات. تتراوح الصلادة وفق اختبار صلادة كنوب بين 120-300.
- طلي الذهب على لوحة دارات مطبوعة: وهنا يفرّق بين طبقة الذهب القاسية اللامعة التي ترسب طبقة باستخدام تراكيز ضئيلة من الذهب نسبياً في الأحواض، والتي تحوي غالباً على كميات من النيكل و/أو الكوبالت. أما طبقة الذهب النقي الطرية فترسب باستخدام إلكتروليتات معينة، وخصوصاً من أجل عملية ربط الأسلاك.